# Вагинг на Језеру
Вагинг на Језеру (њем. Waging am See) град је у њемачкој савезној држави Баварска. Једно је од 35 општинских средишта округа Траунштајн. Према процјени из 2010. у граду је живјело 6.333 становника. Посједује регионалну шифру (AGS) 9189162.

## Географски и демографски подаци
Вагинг на Језеру се налази у савезној држави Баварска у округу Траунштајн. Град се налази на надморској висини од 465 метара. Површина општине износи 48,9 km². У самом граду је, према процјени из 2010. године, живјело 6.333 становника. Просјечна густина становништва износи 130 становника/km².